# Dolina Śmierci (Kalifornia)

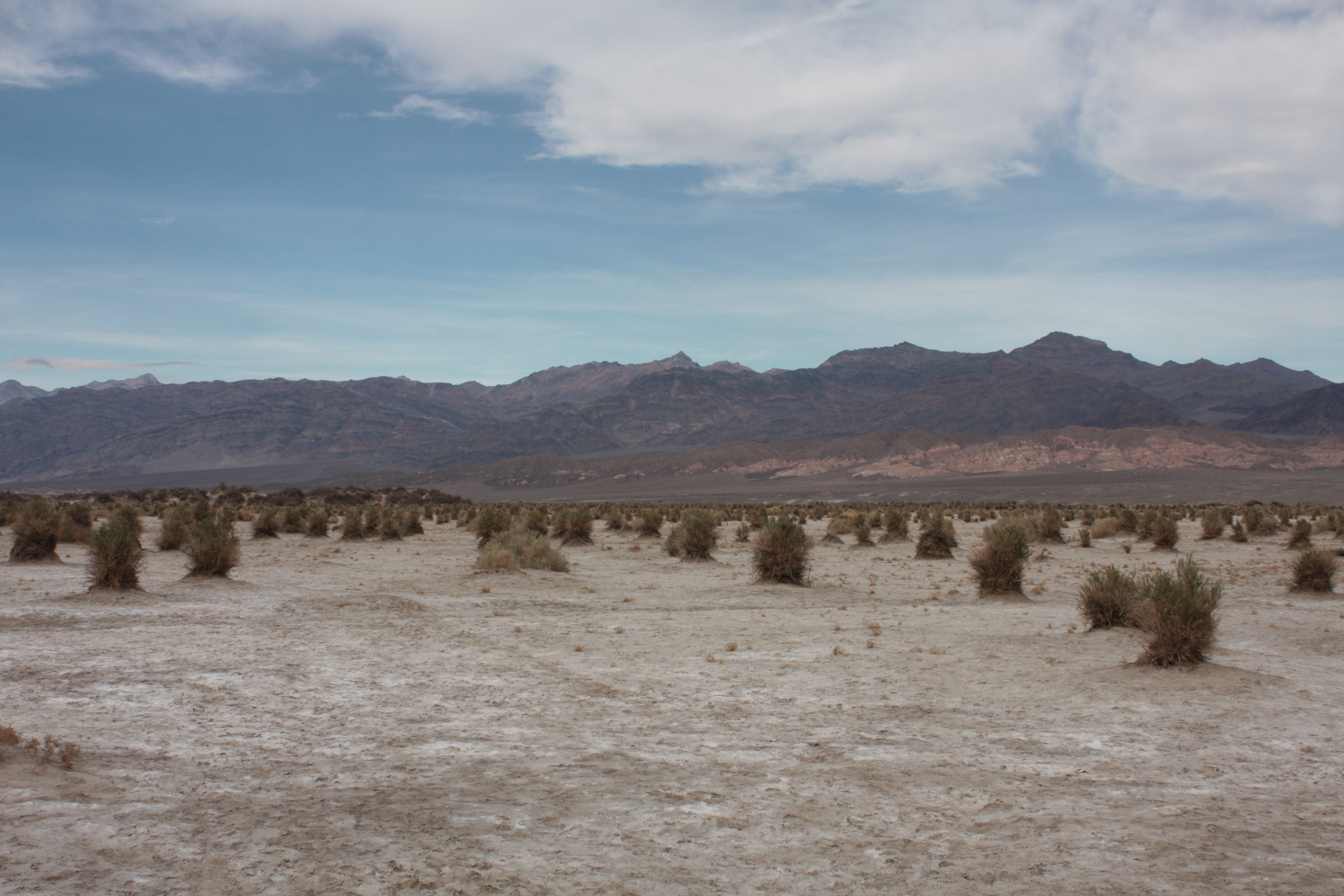
Pustynny krajobraz Doliny Śmierci

Dolina Śmierci (ang. Death Valley) – obszar bezodpływowej depresji na pustyni Mojave w południowej części stanu Kalifornia. Najniżej położony punkt znajduje się 86 m p.p.m., stanowiąc największą depresję w Ameryce Północnej oraz drugą (po Laguna del Carbón) na półkuli zachodniej. Depresja powstała w trzeciorzędowym rowie tektonicznym.
Dolinę otaczają potężne pasmo górskie Panamint z najwyższym szczytem Telescope Peak 3368 m n.p.m. oraz pasmo gór Amargosa.
Klimat zwrotnikowy, suchy, z opadami nieprzekraczającymi 50 mm rocznie (w niektórych latach deszcz nie pada w ogóle). Najbardziej suche miejsce Ameryki i jedno z najgorętszych miejsc na Ziemi, gdzie 10 lipca 1913 roku temperatura osiągnęła 56,7 °C (134 °F). Jest to światowy rekord temperatury powietrza. Wilgotność powietrza wynosi w Dolinie Śmierci średnio około 1%.
Rzeki w Dolinie mają charakter okresowych (Salt Creek, Furnace Creek). Niewielkie słone jezioro o nazwie Badwater zawiera bardzo niezwykłą faunę. Na terenie Racetrack Playa występuje zjawisko tzw. „wędrujących kamieni”. Na obszarze tym po gwałtownych ulewach występuje płynące błoto, które wysycha i pęka. W nocy na skutek obniżenia temperatury poniżej zera dochodzi do zamarzania powierzchni i utworzenia na niej warstwy lodu. Wówczas silne wiatry wiejące w dolinie mogą przesuwać po tymczasowo śliskiej lodowej powierzchni nawet ciężkie kamienie o wadze do 300 kg w kierunku środka Racetrack Playa.
W 1933 została ogłoszona narodowym pomnikiem Stanów Zjednoczonych, a w 1994 – parkiem narodowym.
- Powierzchnia – 7800 km²
- Długość – 225 km
- Szerokość – od 8 do 25 km
- Najniższy punkt – 86 m p.p.m., dno stawu Badwater[7]